# Rhynchospora testacea
Rhynchospora testacea är en halvgräsart som beskrevs av Johann Otto Boeckeler. Rhynchospora testacea ingår i släktet småag, och familjen halvgräs. Inga underarter finns listade i Catalogue of Life.